# Николаи, Фриц
Фридрих Карл Август (Фриц) Николай (нем. Friedrich Karl August (Fritz) Nicolai; 11 декабря 1879, Франкфурт-на-Майне, Пруссия — 7 марта 1946, Бенсхайм, Американская зона оккупации Германии) — немецкий прыгун в воду. Участник летних Олимпийских игр 1908 года.

## Биография
Фриц Николай родился 11 февраля 1879 года в немецком городе Франкфурт-на-Майне.
Выступал в соревнованиях по прыжках в воду за «Франкфуртский клуб плавания» из Бад-Хомбург-фор-дер-Хёэ.
В 1906 году вошёл в состав сборной Германии на внеочередных летних Олимпийских играх в Афинах. В прыжках с вышки занял 8-е место, набрав 138,0 балла и уступив 18 баллов завоевавшему золото Готтлобу Вальцу из Германии.
В 1908 году вошёл в состав сборной Германии на летних Олимпийских играх в Лондоне. В прыжках с трамплина занял в четвертьфинальной группе 2-е место (67,10), в полуфинальной — 3-е (81,80), уступив 1 балл попавшему в финал со 2-го места будущему чемпиону Альберту Цюрнеру из Германии. В прыжках с вышки занял в четвертьфинальной группе 5-е место (54,50), уступив 15 баллов попавшему в полуфинал со 2-го места Тойво Аро из Финляндии.
Часто выступал в роли артиста на массовых мероприятиях. Во время карнавалов вместе с партнёром по сцене выступали в роли Пата и Паташона. Кроме того, в образе переодетого негром шута появлялся вместе с другими немцами в человеческих зоопарках.
В 1935 году за 35-летие членства во «Франкфуртском клубе плавания» получил награду.
Умер 7 марта 1946 года в городе Бенсхайм в американской зоне оккупации Германии (сейчас в Германии).